# Rocco Rock
Theodore James Petty (1er septembre 1953 – 21 septembre 2002) était un catcheur américain plus connu en tant que "Flyboy" Rocco Rock, l'un des membres de l'équipe Public Enemy.

## Carrière
Ted Petty commence le catch en 1978 sous le nom The Cheetah Kid après avoir eu ses diplômes à la Rutgers University dans la nutrition et après une brève carrière dans la boxe.

### The Public Enemy
En 1993, il utilise le nom Rocco Rock et forme l'équipe The Public Enemy avec Johnny Grunge à la Extreme Championship Wrestling. Ils rivalisent avec The Gangstas (New Jack et Mustapha Saed) et remportent quatre titres par équipe de la ECW en 1994 et 1995.
En 1996, ils catchent à la World Championship Wrestling où ils remportaient une fois le titre par équipe et rivalisent avec The Nasty Boys dans des matchs hardcores. 
Ils passent très brièvement à la World Wrestling Federation en 1999 et participent à la Xtreme Wrestling Federation sous le nom South Philly Posse avec Jasmin St. Claire en tant que manager.

### Carrière solo
Petty poursuit une carrière solo sur le circuit indépendant avant de décéder des suites d'une attaque cardiaque le 21 septembre 2002. 

## Hommage
Lors de ECW One Night Stand 2005 du 12 juin, il apparaît dans le segment ECW Remembers qui honore d'anciens catcheurs de la ECW décédés depuis 2000. 
Tous les ans, la IWA-MS le célèbre en organisant le Ted Petty Invitational.  Les anciens vainqueurs comprennent les catcheurs AJ Styles et Matt Sydal.

## Palmarès et récompenses
- Cauliflower Alley Club
  - Other honorees (1995) avec Johnny Grunge

- Extreme Championship Wrestling
  - 4 fois ECW World Tag Team Champion en 1994 et 1995 avec Johnny Grunge[3]

- i-Generation Superstars of Wrestling
  - 2 fois i-Generation Tag Team Champion en 2000 avec Johnny Grunge[6]

- Main Event Championship Wrestling
  - 1 fois MECW Tag Team Champion en 2001 avec Johnny Grunge[7]

- National Wrestling Alliance
  - 1 fois NWA World Tag Team Champion en 1999 avec Johnny Grunge[8]
  - 1 fois NWA United States Tag Team Champion en 2000 avec Johnny Grunge[9]

- New Wave Championship Wrestling
  - 1 fois NWCW Tag Team Champion avec Johnny Grunge[2]

- Pro Wrestling Illustrated
  - Classé 457e au classement des 500 meilleurs catcheurs au PWI Years de 2003
  - Classé 90e au classement des 500 meilleurs catcheurs en 1995[10]

- Turnbuckle Championship Wrestling
  - 1 fois TCW Tag Team Champion en 2001 avec Johnny Grunge[11]

- World Championship Wrestling
  - 1 fois WCW World Tag Team Champion en 1996 avec Johnny Grunge[12]